# Chantal Beltman
Chantal Herlindes Juliëtte Beltman (ur. 25 sierpnia 1976 w Hardenbergu) – holenderska kolarka szosowa, srebrna medalistka mistrzostw świata.

## Kariera
Największy sukces w karierze Chantal Beltman osiągnęła w 2000 roku, kiedy zdobyła srebrny medal w wyścigu ze startu wspólnego podczas mistrzostw świata w Plouay. W zawodach tych wyprzedziła ją jedynie Białorusinka Zinaida Stahurska, a trzecie miejsce zajęła Szwedka Madeleine Lindberg. Kilka tygodni wcześniej w tej samej konkurencji zajęła 37. miejsce na igrzyskach olimpijskich w Sydney. Osiem lat później, podczas igrzysk w Pekinie wyścig ze startu wspólnego zajęła 47. pozycję. Ponadto w latach 2000 i 2003 wygrywała holenderski Rotterdam Tour, a w 2008 roku Ronde van Drenthe i Liberty Classic. Kilkakrotnie zdobywała medale szosowych mistrzostw Holandii, jednak nigdy nie zwyciężyła.